# HD 210277 b
إتش دي 210277 ب (بالإنجليزية: HD 210277 b)‏ هو كوكب خارج المجموعة الشمسية يدور حول النجم إتش دي 210277. أكتشف في شهر سبتمبر 1998 بواسطة فريق أبحاث كاليفورنيا وكارنيغي عن الكواكب باستخدام طريقة السرعة الشعاعية. وتبلغ كتلة الكوكب حوالي 124% من كتلة المشتري. ومتوسط المسافة بين الكوكب ونجمه يساوي تقريبًا أقل بقليل من بُعد الأرض عن الشمس. على الرغم من ذلك، فالمدار شديد الانحراف، ويكون البعد بين الكوكب ونجمه عند أقرب نقطة في المدار قرابة النصف، بينما يكافئ تقريبًا المسافة بين المريخ والشمس عند أبعد نقطة في المدار.
في عام 2000، اقترحت مجموعة من العلماء استنادًا على بيانات أولية من القمر الاصطناعي هيباركوس أن ميل الكوكب يبلغ 175.8°، وتقدر كتلته الحقيقية 18 ضعف كتلة كوكب المشتري، ما يجعله قزم بني بدلًا من كوكب. تم التحقق من هذه القياسات لاحقًا. وفي حالة أن الكوكب يدور في نفس مستوى قرصه النجمي الدوار، وهي فرضية معقولة، لكانت زاوية ميله تساوي 40°، وبلغت كتلته 2.2 من كتلة المشتري، لكن المتابعات اللاحقة للكوكب فشلت في تأكيد وجود ذلك القرص.

## وصلات خارجية
- "HD 210277". Exoplanets. مؤرشف من الأصل في 2016-11-30.
- الكوكب حول نجم إتش دي 210277
- الموقع
- محاكاة